# Flo (application)
Pour les articles homonymes, voir Flo.
Flo est une application de santé qui fournit un suivi des menstruations, une prédiction du cycle menstruel et des informations concernant la préparation à la conception, la grossesse, la maternité précoce et la ménopause.
L'application est disponible gratuitement sur iOS et Android. Elle compte plus de 200 millions de téléchargements dans le monde et 48 millions d'utilisateurs actifs en septembre 2022.

## Histoire de l'entreprise
En 2015, Flo a été cofondé par Dmtry Gurski (en) et Yuri Gurski (en) en Biélorussie. Dmitry a occupé le poste de PDG de l'entreprise.
En 2016, la société a levé 1 million de dollars en financement d'amorçage auprès de Flint Capital et Haxus Venture Fund.
En 2017, Flo a reçu un investissement de 5 millions de dollars de Flint Capital et de la mannequin Natalia Vodianova, qui a également contribué à développer la campagne de sensibilisation mondiale de Flo « Let's Talk About it. Period ». En décembre de la même année, Flo a commencé à travailler avec le Fonds des Nations unies pour la population (FNUAP) afin de sensibiliser aux questions de santé reproductive et sexuelle des femmes. Toujours en 2017, Flo a lancé un service de questions-réponses au sein de l'application.
En 2018, Flo a reçu un investissement de 6 millions de dollars de Mangrove Capital Partners, avec la participation de Flint Capital et Haxus, donnant à l'entreprise une valorisation de 200 millions de dollars.
À la mi-2019, Flo a reçu un investissement supplémentaire de 7,5 millions de dollars de Founders Fund. En septembre 2019, Privacy International a publié un rapport concernant le partage de données pour plusieurs apps[Quoi ?] de suivi des cycles menstruels tel que Maya ou MIA. À la suite d'un certain nombre de controverses sur le partage de données dans l'industrie, Flo a mis en œuvre des mesures pour protéger les données des utilisateurs contre les tiers.
Début septembre 2021, Flo a annoncé la clôture d'un financement de série B de 50 millions de dollars, portant le total des capitaux levés à 65 millions de dollars et l'évaluation de l'entreprise à 800 millions de dollars.
Le directeur général de Flo, Dmitry Gurski, a déclaré que les nouveaux développements viseront à fournir des informations avancées sur les cycles et les modèles de symptômes afin d'aider les gens à « comprendre si ce qu'ils vivent est considéré comme normal et, par conséquent, à aider les utilisateurs à améliorer de manière proactive leur santé globale ». Il a également ajouté qu'il envisageait d'embaucher 200 personnes, dont une centaine occuperont des postes basés à Londres.

## Applications et communauté
Flo a d'abord été créée en tant qu'application de suivi des règles et de l'ovulation, avant de devenir un partenaire de santé pour les femmes. L'application couvre toutes les phases du cycle reproductif, y compris le début des règles, le suivi du cycle, la préparation à la conception, la grossesse, la maternité précoce et la ménopause.
Flo fournit des rappels des cycles menstruels à venir et l'enregistrement de divers autres symptômes de santé tels que les méthodes contraceptives, les pertes vaginales, la consommation d'eau, les douleurs, les sautes d'humeur et l'activité sexuelle.
Une section communautaire a été ajoutée en 2017 permettant aux utilisateurs de répondre et de poser anonymement des questions sur des problèmes de santé. Fin 2018, Flo a lancé un assistant de santé pour le SOPK, un outil d'auto-évaluation permettant de déterminer si les symptômes identifiés par l'utilisateur pourraient être associés à un risque de syndrome des ovaires polykystiques (SOPK).
Le contenu de l'application est examiné par un comité de professionnels de la santé, nommé Flo Health. Il est composé de  gynécologues-obstétriciens professionnels et des médecins. Ce comité conseille les développeurs sur les questions d'ordre médical. Cette expertise aide les personnes utilisatrices de l'application à identifier d'autres problèmes médicaux qui peuvent être similaires aux effets secondaires des règles. L'application vise également à sensibiliser aux conditions qui peuvent souvent être confondues avec les symptômes des règles, telles que les saignements menstruels abondants et le SOPK.

## Culture et cycle menstruel
Flo Health a investi dans la recherche sur les tabous et les différences culturelles pour les femmes. En 2019, Flo a annoncé avoir réalisé une enquête auprès de 200 000 femmes dans le monde, dans le cadre d'une étude plus large sur la pauvreté menstruelle. L'étude a révélé que 34 % des personnes interrogées pensent que la pauvreté menstruelle n'est un problème que dans les pays en développement.
Flo a collaboré avec l'agence de santé sexuelle et reproductive du Fonds des Nations unies pour la population (FNUAP). Des partenariats similaires ont été conclus avec l'European Board and College of Obstetrics and Gynaecology (EBCOG) pour développer du matériel éducatif et contribuer à la sensibilisation à la santé des femmes.

## Sécurité et confidentialité
En février 2019, il est apparu que Flo avait envoyé les données de santé des utilisateurs à Facebook,, sans le consentement éclairé des utilisateurs et en violation des politiques de Facebook à l'égard des développeurs.
Plus tard en février 2019, Flo a déclaré qu'elle avait publié une mise à jour pour ses applications iOS et Android qui les empêcherait d'envoyer d'autres données personnelles sensibles à des sociétés d'analyse externes telles que Facebook, et qu'elle effectuerait un audit de confidentialité,. En réponse aux accusations d'utilisation abusive de données privées, une plainte a été déposée contre Flo Health, Inc. par la Federal Trade Commision (FTC). La plainte a finalement conduit Flo et la FTC à conclure un règlement.

### Mode anonyme
En septembre 2022, en réponse à la cassation de l'arrêt Roe v. Wade, Flo a lancé une fonction appelée « Mode anonyme ». Ce mode permet aux utilisateurs d'accéder à l'application sans données personnelles ni identifiants techniques, faisant de Flo la première application de santé féminine à atteindre ce niveau de confidentialité et de sécurité,.
Flo s'est associé à Cloudflare, la même société avec laquelle Apple a travaillé pour le iCloud Private Relay, afin d'intégrer un système HTTP oblivious, App Relay Gateway, qui garantit qu'aucune partie traitant les données des utilisateurs pour les comptes du mode anonyme ne dispose d'informations complètes sur l'identité de l'utilisateur et sur ce à quoi il tente d'accéder,.
Cette fonctionnalité a reçu des commentaires positifs et a été saluée par Andrew Crawford (en), conseiller politique principal au Center for Democracy & Technology.

## Prix
Flo a été sélectionné lors des prix de l'innovation CES 2019 dans la catégorie des logiciels et des applications mobiles.